# Renaissanceschool
De Renaissanceschool is een basisschool in Almere van de Tocquevillestichting. De school is gelieerd aan het Renaissance Instituut en Forum voor Democratie.
In eerste instantie vroeg de Tocquevillestichting toestemming aan voor vijf privé-basisscholen in Den Haag, Tilburg, Hoogeveen, Apeldoorn en Almere. Echter is alleen op deze laatste locatie een basisschool gerealiseerd. De basisschool ging eind augustus 2022 van start.
In september 2024 bleek dat de school verder zal gaan zonder betrokkenheid van Forum voor Democratie. De school had op dat moment 7 leerlingen en 1 leerkracht.

## Schoolvisie
De basisgedachte van de school is het stimuleren en ontwikkelen van een vaardige, nieuwsgierige, open en onderzoekende geest. Wat de school daarbij belangrijk vindt is om de leerlingen te leren hoe te denken en niet wat te denken.
Volgens Ralf Dekker, politicus namens Forum voor Democratie, zijn er een aantal dingen wezenlijk anders dan op andere basisscholen. Zo zit er geen "woke-denken" verstopt in de lesstof en wordt er niet veel aandacht besteed aan onderwerpen zoals de klimaatcrisis, gender en negativiteit rond de witte man. Op de Renaissanceschool zou de nadruk liggen op basisvaardigheden als lezen, schrijven en rekenen. Er wordt daarbij geen gebruikgemaakt van digitale hulpmiddelen als laptops, digiborden en Schooltv, omdat dit alleen maar zou afleiden. Verder wil de school geen onderdeel zijn van een scholenkoepel in verband met de dan bijkomende administratie voor leraren. Op de website van de basisschool wordt aangegeven dat de school niet meedoet aan "te vroege seksuele voorlichting", "klimaathysterie" en "coronapaniek". De leerkracht zou daarentegen weer centraal staan en verhalen uit de volkscultuur vertellen.

## Ophef
De komst van de Renaissanceschool is omstreden vanwege bepaalde uitspraken van Forum voor Democratie en Thierry Baudet. Er zouden namelijk racistische en antisemitische complottheorieën door hen zijn verspreid, en de vrees zou dan ook bestaan dat kinderen geïndoctrineerd zouden worden met dit gedachtegoed.
In eerste instantie werd de locatie van de school geheim gehouden. Ouders van leerlingen voelden zich bedreigd nadat een dreigbrief met de tekst "Fascisten opgerot!!" bij de ingang van de school was opgehangen.